# Anthracophyllum
Anthracophyllum là một chi nấm trong họ Marasmiaceae thuộc bộ Agaricales. Chi này phân bố rộng rãi ở vùng nhiệt đới và chứa 10 loài.